# Josef Heinz
Josef Heinz (* 11. März 1884 in Stallbach (Gemeinde Kasten); † 8. Mai 1971 ebenda) war ein österreichischer Politiker. Er war von 1934 bis 1938 Abgeordneter zum Landtag von Niederösterreich und beruflich als Landwirt aktiv.
Heinz war während des Austrofaschismus zwischen dem 22. November 1934 und dem 12. März 1938 Mitglied des Ständischen Landtags. Er war Vertreter der Land- und Forstwirtschaft und verlor sein Mandat, wie alle Abgeordneten des Ständischen Landtags, nach der Machtübernahme der Nationalsozialisten und der Auflösung der Landtage. 1950 bis 1960 war er Bürgermeister von Kasten bei Böheimkirchen.